# Província d'Ascoli Piceno
La província d'Ascoli Piceno  és una província que forma part de la regió de les Marques dins Itàlia. La seva capital és Ascoli Piceno.
Banyada a l'est amb el mar Adriàtic, la província d'Ascoli Piceno és la més meridional de les Marques i limita amb tres regions: els Abruços (província de Teramo) al sud, el Laci (Província de Rieti) al sud-oest, i l'Umbria (província de Perusa) a l'oest.
Té una àrea de 1.228,27 km², i una població total de 209.459 hab. (2016). Hi ha 33 municipis a la província.